# Jerome Hill
Jerome Hill (2. března 1905 – 21. listopadu 1972) byl americký experimentální filmař, dokumentarista, hudební skladatel a malíř.
Narodil se v Saint Paulu v Minnesotě a studoval hudbu na Yaleově univerzitě; později cestoval po Evropě a učil se malířství. Za svůj dokumentární film Grandma Moses (1950), pojednávající o lidové umělkyni známé jako Grandma Moses, byl nominován na Oscara, za film Albert Schweitzer (1957) cenu získal. V roce 1972 byl uveden jeho autobiografický film Film Portrait; v roce 2002 byl zařazen do Národního filmového registru.
Zemřel v New Yorku ve věku 67 let. V roce 1991 byl uveden film Carl G. Jung or Lapis Philosophorum, na kterém Hill pracoval v roce 1950, ale nedokončil jej. Jeho dokončení a zveřejnění se ujal Jonas Mekas.
Hill také podporoval činnost dalších umělců, v roce 1964 založil nadaci, po jeho smrti pojmenovanou Jerome Foundation. V roce 1967 založil nadaci Camargo Foundation.

## Filmografie
- La cartomancienne (1932)
- Ski Flight (1937)
- Grandma Moses (1950)
- Cassis (1950)
- Albert Schweitzer (1957)
- The Sand Castle (1961)
- Open the Door and See All the People (1964)
- Magic Umbrella (1965)
- Death in the Forenoon (1966)
- The Artist's Friend (1968)
- Canaries (1969)
- Merry Christmas (1969)
- Film Portrait (1972)
- Carl G. Jung or Lapis Philosophorum (1991)